# Thimmamma Marrimanu
 (juin 2020).
Thimmamma Marrimanu (en Télougou,  తిమ్మమ్మ మర్రిమాను « arbre banyan de Thimmamma ») est un figuier des banians situé à Kadiri, dans l'État d'Andhra Pradesh, en Inde.